# 佐藤晃 (戦史家)
佐藤 晃（さとう あきら、1927年 - 2008年4月16日）は日本の歴史評論家。福岡県生まれ、陸軍士官学校61期。大分経済専門学校（現・大分大学経済学部）卒。

## 経歴
終戦後、三井鉱山に入社、三池争議などに従事する。争議終了後は三井化学に移り、営業部門を担当。1987年に定年退職する。
退職後、趣味の軍事史研究を通じて数々の著作を刊行する。比較的早い時期（1995年）から海軍関係者の戦後の著作を批判している。主な版元は光人社など。
戦後の陸軍悪玉論に対し、主に海軍を批判した書籍の著者としては他に三村文男、別宮暖朗、岡文正、福井雄三などがいる。

## 主な著作
- 『帝国海軍の誤算と欺瞞』（星雲社、1995年）
- 『戦略大東亜戦争』（戦誌刊行会、1996年）
- 『帝国海軍『失敗』の研究』（芙蓉書房出版、2000年）
- 『太平洋に消えた勝機』（光文社ペーパーバックス、2003年）
- 『帝国海軍が日本を破滅させた』（光文社ペーパーバックス、2006年）